# 趙繼本
趙繼本（1499年—？），字孝甫，一字承德，號蒙泉，山東濟南府歷城縣人，明朝政治人物。

## 生平
嘉靖十三年（1534年）甲午科山東鄉試第二十七名舉人。嘉靖十四年（1535年）中式乙未科會試第二百七名，登第三甲第一百九十四名進士。改庶吉士，送翰林院读书，十六年正月授广东道御史，十九年巡按應天，二十年巡按河南，二十三年正月提调北直隶学校。卒于任。

## 家族
曾祖趙璿，曾任知州；祖父趙愷；父趙祺，曾任義官。母張氏。永感下。兄继宗、继志。孙赵天开，天启三年（1623年）举人。